# Luis Kadijevic
Luis Kadijevic (Argentina, 1947-12 de diciembre de 2021) fue un futbolista argentino. Jugaba de guardameta. Le decían El Ruso, era alto y de gran físico. Su estilo de juego se caracterizaba por su seguridad para cortar los centros, aunque optaba por mantenerse bajo los tres palos del arco.
En 1970 estuvo muy cerca de conseguir el ascenso a Primera División con Almirante Brown, quedando eliminado este club en el cuadrangular final del Torneo de Reclasificación de Primera de ese año. En 1971 se incorporó a San Lorenzo, teniendo escasa continuidad, sólo jugó allí 14 partidos. Luego fue transferido al Kalamata de Grecia, retornando a la Argentina en 1977 para jugar en Instituto Atlético Central Córdoba (en donde no jugó ningún partido), siendo transferido a Defensores de Belgrano, en donde llegó a tener muy buenas actuaciones, especialmente en las temporadas 1978 y 1979. Entre 1982 y 1983 finalizó su carrera en Deportivo Armenio. 
Padre de Maximiliano Kadijevic y abuelo de Julián Kadijevic, que siguieron sus pasos en el fútbol como arqueros.

## Trayectoria como futbolista
- 1966-1970 Almirante Brown
- 1971 San Lorenzo
- 1972-1975 Kalamata
- 1977-1981 Defensores de Belgrano
- 1982-1983 Deportivo Armenio

## Fallecimiento
Murió el 12 de diciembre de 2021.